# Панченко Софрон Юхимович
Софро́н Юхи́мович Панче́нко (1901 , Сухини, Канівський повіт, Київська губернія, Російська імперія  — невідомо ) — український радянський діяч. Депутат Верховної Ради УРСР 1-го скликання (з 1938).

## Біографія
Народився 1901 року в селянській родині в селі Сухини, тепер Корсунь-Шевченківський район, Черкаська область, Україна. З десятирічного віку наймитував у заможних селян.
У 1922 році призваний до Червоної армії, служив на Балтійському флоті кочегаром, машиністом лінкору «Паризька Комуна».
Член ВКП(б) з 1926 року.
1928 року, після демобілізації, півроку працював машиністом цукрового заводу в селі Селище. У 1928–1930 роках — завідувач Стеблівського районного земельного відділу.
У 1931 році — слухач партійних курсів при ЦК КП(б)У.
До 1932 року — завідувач Златопільського районного земельного відділу на Черкащині. У 1932–1934 роках — директор радгоспу в Київській області.
У 1934–1937 роках — директор Новгород-Сіверської машинно-тракторної станції (МТС) Чернігівської області. Закінчив Глухівський заочний сільськогосподарський інститут.
У 1937 – травні 1938 року — голова виконавчого комітету Новгород-Сіверської районної ради депутатів трудящих Чернігівської області, член бюро районного комітету КП(б)У.
З травня 1938 до січня 1939 року — заступник голови виконавчого комітету Чернігівської обласної ради депутатів трудящих.
26 червня 1938 року обраний депутатом Верховної Ради УРСР 1-го скликання по Новгород-Сіверській виборчій окрузі № 154 Чернігівської області.
У січні 1939 року знятий з посади «за п'яний дебош в санаторії» міста Гагри Грузинської РСР.
Подальша доля не відома.